# هيم بيروكسيداز
بيروكسيداز الهيم  Haem peroxidase أو ( heme peroxidase)  إنزيمات بيروكسيداز الدم ، هي عبارة عن  هيم يحتوي على إنزيمات  تستخدم بيروكسيد الهيدروجين كمستقبل للإلكترون لتحفيز عدد من التفاعلات المؤكسدة. تتبع معظم بيروكسيدات الدم مخطط التفاعل:
Fe 3+ + H 2 O 2 {\displaystyle \rightleftharpoons } [Fe 4+ = O] R '(Compound I) + H 2 O
[Fe 4+ = O] R '+ الركيزة -> [Fe 4+ = O] R (Compound II) + الركيزة المؤكسدة
[Fe 4+ = O] R + substrate -> Fe 3+ + H 2 O + ركيزة مؤكسدة
في هذه الآلية ، يتفاعل الإنزيم مع مكافئ واحد لـ H2O2 ليعطي  [Fe4+=O]R' (compound I). هذا هو تفاعل أكسدة / اختزال ثنائي الإلكترون يتم فيه اختزال H2O2 إلى ماء ، ويتأكسد الإنزيم. يوجد مكافئ مؤكسد واحد على الحديد ، مما يعطي الأوكسيفيريل  وسيط ، وفي العديد من البيروكسيدات يتأكسد البورفيرين (R) إلى جذر البورفيرين porphyrin pi-cation radical (R'). يقوم المركب الأول بعد ذلك بأكسدة الركيزة العضوية لإعطاء ركيزة جذرية  ومركب II ، والذي يمكنه بعد ذلك أكسدة جزيء ركيزة ثانٍ.
تشمل بيروكسيداز الهيم عائلتين فائقتين: أحدهما موجودة في البكتيريا والفطريات والنباتات ، والثانية موجود في الحيوانات . يمكن اعتبار الأول على أنه يتكون من 3 فئات رئيسية: 
- الفئة الأولى ، البيروكسيدات داخل الخلايا ، تشمل: خميرة سيتوكروم سي بيروكسيديز (CCP) ، وهو بروتين قابل للذوبان يوجد في سلسلة نقل الإلكترون في المتقدرات ، حيث يحتمل أنه يحمي من البيروكسيدات السامة ؛ أسكوربات بيروكسيديز (AP) ، الإنزيم الرئيسي المسؤول عن إزالة بيروكسيد الهيدروجين في البلاستيدات الخضراء والعصارة الخلوية للنباتات العليا ؛ [4] وكتلاز - بيروكسيدازات جرثومية ، تظهر أنشطة البيروكسيديز والكتالاز. يُعتقد أن الكاتلاز بيروكسيديز يوفر الحماية للخلايا من الإجهاد التأكسدي. [5]
- تتكون الفئة الثانية من بيروكسيدازات فطرية إفرازية: اللجنينات ، أو بيروكسيداز اللجنين (LiPs) ، والبيروكسيدات المعتمدة على المنغنيز (MnPs). هذه هي البروتينات السكرية الأحادية المتدخلة في تحلل اللجنين. في MnP ، يعمل Mn 2+ كركيزة مختزلة. [6] تحتوي بروتينات الفئة الثانية على أربعة جسور محفوظة لثاني كبريتيد وموقعين محفوظين لربط الكالسيوم.
- تتكون الفئة الثالثة من بيروكسيدات النبات الإفرازية ، والتي لها وظائف متعددة خاصة بالأنسجة: على سبيل المثال ، إزالة بيروكسيد الهيدروجين من البلاستيدات الخضراء والعصارة الخلوية ؛ أكسدة المركبات السامة ؛ والتخليق الحيوي لجدار الخلية ؛ و الدفاع ضد الجروح ؛ و هدم إندول-3 حمض الخليك (IAA) ؛ والتخليق الحيوي للإيثيلين ؛ وغيرها. [7] بروتينات الفئة الثالثة هي أيضًا بروتينات سكرية أحادية ، تحتوي على أربعة جسور محفوظة لكبريتيد ثنائي disulphide واثنين من أيونات الكالسيوم ، على الرغم من اختلاف وضع الكبريتيدات الثنائية عن إنزيمات الفئة الثانية.

تظهر الهياكل البلورية لعدد من هذه البروتينات أنها تشترك في نفس البنية - مجالان من جميع مجالات ألفا all-alpha domains تــٌدمج مجموعة الدم بينهما.
عائلة أخرى من بيروكسيدات الدم هي عائلة بيروكسيداز من نوع DyP . 